# Филоненко, Андрей Михайлович
Андрей Михайлович Филоненко (Калининск, Россия) — российский военнослужащий, майор Росгвардии. Герой Российской Федерации (2025).

## Биография
Родился в Калининске Саратовской области, там же обучался в школе № 1. В 2012 году окончил Саратовский военный институт войск национальной гвардии.
С 2022 года стал участником вооружённого вторжения России на Украину. В боях был неоднократно ранен. По мнению изданий, Филоненко входит в пятёрку лучших специалистов по управлению дронами в России, по другим данным, в неофициальную статистику.

## Звания и награды
- Герой Российской Федерации (2025).
- Медаль «За отвагу».
- Орден Мужества (дважды).